# الباطويتية

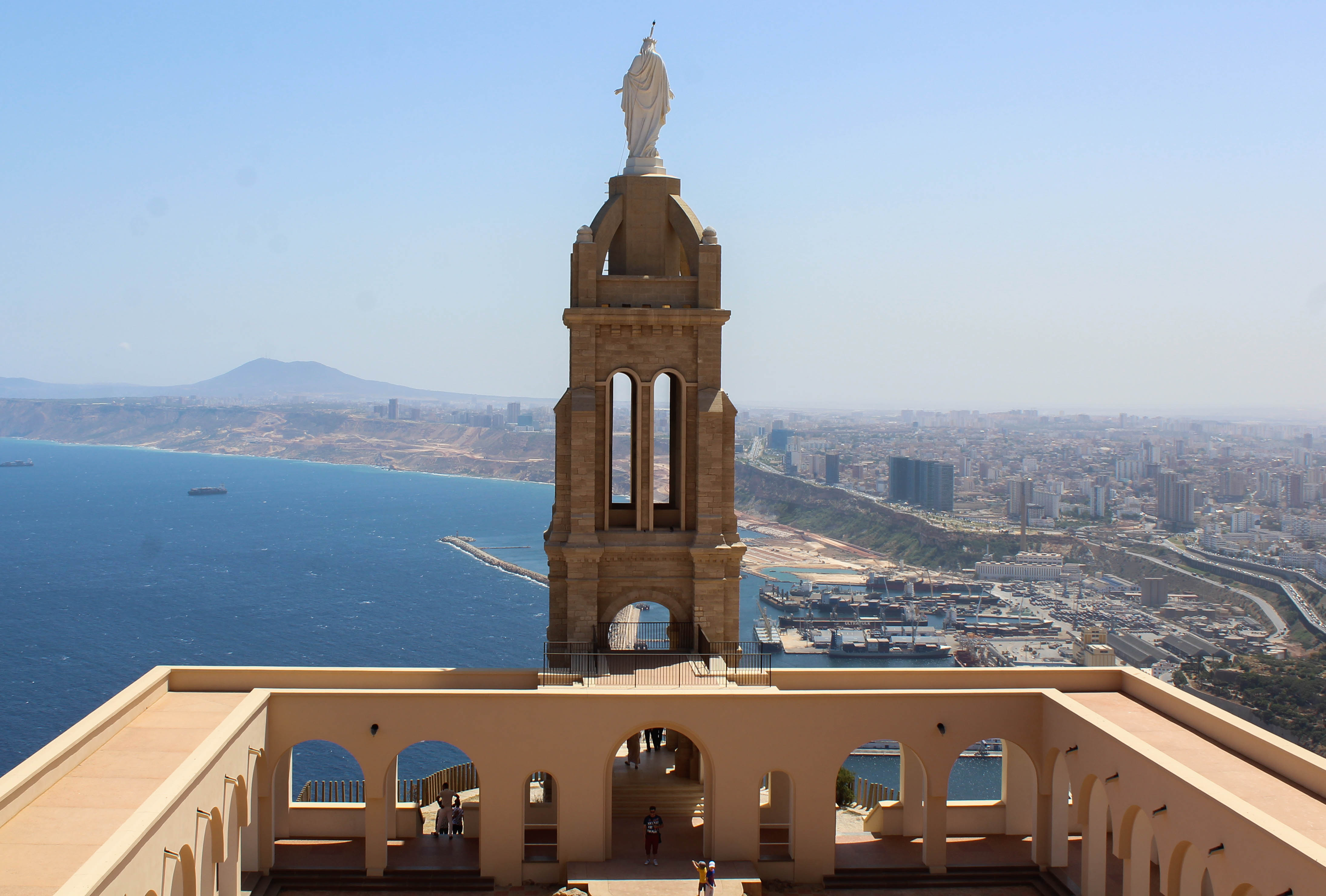
سانتا كروز وهران

الباطويتية أو الباتويتية أو الباثويتية (من الفرنسية Pataouète)، (بالقطلونية Patuet) هي لهجة اللغة الكاتالونية التي تم التحدث بها في المغرب العربي، وخاصة في الجزائر، خلال الإحتلال الفرنسي. بشكل رئيسي تنحدر من منورقة، لقنت وروسيون، تميزت بالتأثيرات الفرنسية والعربية، وبدورها أثرت على اللغة الفرنسية العامية للأقدام السوداء (المستعمرين و المستوطنين الفرنسيين). بعد نزوح الاقدام السوداء من الجزائر عقب إستقلالها عام 1962 ، انتشر معظمهم في جميع أنحاء فرنسا (الأغلبية) وفي روسيون، وأقلية في مقاطعة لقنت بإسبانيا. تعقد جمعية حي "Fort-de-l'Eau" (الإسم القديم لبرج الكفيان) اجتماعًا سنويًا للجزائريين المنحدرين من أصل منورقي في بلدية L'Isle-sur-la-Sorgue البروفنسالية في عام 2001، لا زال بعض المشاركين في الحدث يتحدثون الباثويتية.

## تاريخ
احتلت فرنسا الجزائر عام 1830، وأعلنتها أرضًا فرنسية عام 1848. منذ السنوات الأولى ، بدأ تيار هجرة أوروبي نحو الجزائر. من بين المهاجرين، من ناحية، برز سكان لقنت الذين استقروا في وهران، ومن ناحية أخرى، سكان منورقة الذين استقروا حول الجزائر العاصمة، بالتزامن مع سكان روسيون. في عام 1889، منح قانون التجنس التلقائي الجنسية الفرنسية لجميع الأجانب من أصل أوروبي. في عام 1896، تجاوز عدد السكان الناطقين بالكتالونية في الجزائر 60.000 نسمة وفي عام 1911 ربما تجاوز عددهم 100,000. بعد الحرب العالمية الأولى، استقر تدفق الهجرة، باستثناء فترة وجيزة من اللاجئين من الحرب الأهلية الإسبانية.